# Ernest Špitz
Ernest Špitz (Spitz; 16. července 1927, Trnava – 12. listopadu 1960, Praha) byl slovenský malíř. Byl součástí bratislavské části generace výtvarníků, která toužila překročit hranice socialistického realismu. Jeho vrcholným dílem je obraz Rozzúrený Jób (1959–1960), který se rodil během autorovy nevyléčitelné choroby – jako metafora tragického individuálního osudu i společenského dění. Autor zemřel po vytvoření tohoto díla 12. listopadu 1960 v Praze, ve věku 33 let.

## Život

### Rodinný původ
Jeho rodiče Terézia Špitzová (rozená Herzogová, nar. 1904) a Jozef Špitz (1902–1962) pocházeli z Trnavy, jako mladí odešli do Palestiny, kde pomáhali budovat židovskou domovinu. V roce 1927 se rodiče kvůli otcovým zdravotním problémům vrátili zpět na Slovensko. Otec působil jako kantor židovské náboženské obce v Dolném Kubíně (třikrát denně vedl modlitby v synagoze, prováděl pohřby a svatby apod.) a přivydělával si jako účetní. Matka byla učitelkou. Podle Ernestova bratra Tibora byla rodina velmi chudá.

### Mládí
Ernest Špitz se narodil 15. července 1927 v Trnavě. Ještě v tomto roce se se rodina přestěhovala do Dolného Kubína, kde jeho otec získal zaměstnání. V roce 1933 začal navštěvovat ľudovú školu a od roku 1938 studoval na gymnáziu. O prázdninách před třetím ročníkem gymnázia dostali každý ze sourozenců Spitzových dopis, v němž bylo napsáno, že se jim kvůli jejich židovskému náboženství zakazuje vzdělávání na všech středních školách na Slovensku. Místní židovská obec během několika týdnů vybudovala improvizovanou školu, kde Ernestova matka vyučovala v jednotřídce několik desítek židovských dětí z Oravy. Škola fungovala až do Slovenského národního povstání v roce 1944, ale s tím, jak na jaře roku 1942 začaly transporty, dětí postupně ubývalo a nakonec zůstali jen čtyři; tři sourozenci Spitzovi a syn lékárníka. (Lékárníci měli jako tzv. hospodářští Židé výjimku z transportu, výjimku měli rovněž oba rodiče – otec byl pověřen pochováváním Židů z celé Oravy a matka měla výjimku jako učitelka židovských dětí.) Výjimka ovšem měla být jen dočasná, Spitzovi měli podle plánu odjet posledním transportem. Kvůli obrovské nouzi si rodina v této době různým způsobem přivydělávala (Ernest s Tiborem např. pracovali v zahradnictví, obcházeli vesnice a vyměňovali různé věci za staré železo, které dávali do sběru, opravovali vyhozené věci a pak je prodávali vesničanům, či působili jako chiropraktikové).

### Umělecké působení
V letech 1948–1949 studoval Špitz na Akademii výtvarných umění v Praze (prof. Ján Želibský) a v letech 1949 až 1953 na Vysoké škole výtvarného umění (VŠVU) v Bratislavě na oddělení figurálního malířství u profesora Jána Mudrocha.
V začátcích tvorby navázal na evropské umění, zejména na raná díla Pabla Picassa a Paula Cézanna, což se projevilo v kresebném i malířském soustředění na pevnou kompoziční stavbu a sytý kolorit ve figurálních kompozicích, autoportrétech a motivech z cirkusového prostředí (Klaun, 1956). Po roce 1957 se zvláště v ženských aktech přiklonil k expresivnímu rukopisu a výrazové zkratce. Přitahoval jej i problém analytického kubismu (Matka, 1957).
I přes krátký život stihl pro výtvarné dění na Slovensku vykonat mnohé. Vedle intenzivní malířské práce byl aktivním organizátorem kulturně-společenských událostí. V roce 1956 připravoval projekt Divadlo videnia (předobraz Laterny magiky) a od roku 1956 se účastnil na přípravě společného vystoupení mladé generace, realizovaném o rok později výstavou v Bratislavě a Praze. Spolupracoval s redakcí časopisu Mladá tvorba.
Galéria mladých, jejíž vznik inicioval Špitz v roce 1958, představovala v dějinách slovenského výtvarného umění prostor pro aktuální tendence v umění v 60. a 70. letech 20. století. Špitz ji původně nazval Galerií mladých, posléze však v říjnu 1958, po první samostatné výstavě Cypriána Majerníka, ji pojmenoval jeho jménem. Galerie byla místem prvních výstav tehdy začínajících autorů, později patřících k významným slovenským výtvarníkům. V roce jejího založení se zde společnou výstavou představil široký okruh autorů ve stejné době vzniklé Skupiny Mikuláše Galandy. Vystavovali v ní i mnozí další malíři. Její původní sídlo na Hurbanově náměstí v Bratislavě, bylo skutečným místem nejaktuálnějších výstav umění mladých autorů hlavně 60. a 70. let 20. století, ale i dynamickým prostorem k diskusím, polemice a kritice tak, jak si to Špitz přál. Podobný program s dynamickým prostorem k polemice chce následovat znovuoživená Galéria Cypriána Majerníka, od roku 2008 v nových prostorách v bratislavském Zičiho (Zychiho) paláci.
Těžištěm Špitzovy tvorby byly figurální práce – portrétní studie, figurální kompozice, akty a žánrové figurální motivy. Zobrazoval i přírodní a městské motivy, liptovskou krajinu, práce na vesnici, zátiší. Protiválečná díla s výjevy z koncentračních táborů jsou poznamenána zkušenostmi z válečných let, vyjadřují strach, úzkost, žalují. Působivá jsou jeho zobrazení výjevů ze světa divadla a cirkusu.

## Zastoupení ve sbírkách
výběr
- Galéria J. Koniarka, Trnava
- Slovenská národná galéria, Bratislava

## Nejznámější díla
- Starý artista 1958–1959
- Sám 1959–1960
- Ústup do hôr 1957
- Vyľudnené mesto 1960
- Domáci koncert 1940–1960
- Štúdia hlavy 1953
- Hlava ženy 1945 – 1965
- Figurálna scéna pod stromom 1940–1960
- Hlava dievčaťa 1950–1960
- Clown 1956
- Autoportrét 1951